# Iksookimia
Iksookimia is een geslacht van straalvinnige vissen uit de familie van de modderkruipers (Cobitidae).

## Soorten
- Iksookimia hugowolfeldi Nalbant, 1993
- Iksookimia koreensis (Kim, 1975)
- Iksookimia longicorpa (Kim, Choi & Nalbant, 1976)
- Iksookimia pumila (Kim & Lee, 1987)
- Iksookimia yongdokensis Kim & Park, 1997